# Nagy-hegyisáska
A Nagy-hegyisáska (Pseudopodisma nagyi) a sáskafélék családjába tartozó, Kelet-Európában honos sáskafaj. Nevét Nagy Barnabás entomológusról kapta.

## Megjelenése
A Nagy-hegyisáska testhossza a hím esetében 17-23 mm, a nőstény 23-30 mm. Közepes termetű sáska. Alapszíne zöld, sápadtzöld. A szemektől indulva a torpajzson át a szárnyig fekete sáv húzódik. A lábak barnáspiros színűek, a hátsó térd fekete. A potroh vége mindkét nemnél zöld vagy sárga, nem pirosas. Szárnya csökevényes, pikkelyszerű, rózsaszínes árnyalatú. A hím cerkuszai (potrohfüggelékei) a csúcson kiszélesednek, és a furcula hiányzik. A tojócső valvái rövidek és egyetlen fogban végződnek.  
Nem ciripel. 

### Hasonló fajok
A déli hegyisáska, az erdélyi hegyisáska és a Schmidt-hegyisáska hasonlíthat hozzá. 

## Elterjedése
Kelet-, Délkelet-Európában honos, Észak-Magyarországon, Szlovákiában, Kelet-Csehországban, Erdélyben és Nyugat-Moldovában. Magyarországon a Budai-hegységben (Sváb-hegy, Nagykovácsi) és az Északi-középhegységben (Mátra, Bükk, Aggteleki-karszt, Zempléni-hegység) vannak lokális állományai. 

## Életmódja
Közepesen nedves hegyi rétek, kaszálók, cserjések, erdőszélek lakója 400-1100 méteres magasság között. Az alsó gyepszintben tartózkodik.
Kifejlett egyedeivel júliustól októberig találkozhatunk. Az áttelelő petékből május-júniusban kelnek ki a lárvák. 
Magyarországon nem védett.